# The Jodimars
The Jodimars was een in 1955 geformeerde Amerikaanse rock-'n-rollband.

## Bezetting
Oprichters:
- Marshall Lytle[4] (basgitaar, zang, † 2013)
- Joey D'Ambrosia[5] (saxofoon)
- Dick Richards[6] (zang, † 2019)
- Charlie Hess[7] (gitaar, tot 1956)
- Jim Buffington[8] (drums, tot 1956)
- Bob Simpson[9] (piano)

Voormalige leden:
- Max Daffner[10] (drums, 1956–1957)

## Geschiedenis
De band werd opgericht na een salarisgeschil door leden van Bill Haley & His Comets. De naam van de band is afgeleid van de eerste letters van de voornamen van de oprichters Joey D'Ambrosia, Dick Richards en Marshall Lytle.
Aangezien Dick Richards, in tegenstelling tot zijn functie bij de Comets, hier de zang overnam, werd Jim Buffington ingehuurd als drummer. De band kreeg een platencontract bij Capitol Records. De publicaties van de band bereikten de hitlijsten niet, hoewel Well Now Dig This nummer 6 was van de best verkochte platen van Capitol Records in november 1955. In 1956 verlieten Buffington en Simpson de band. Een nieuwe drummer werd gevonden bij Max Daffner, die zijn debuut maakte in april 1956 tijdens het Easter Jubilee of Stars, georganiseerd door Alan Freed in het Brooklyn Paramount Theatre. Tijdens deze show van tien nachten speelde Richards ook op een tweede set drums. Na een paar avonden werd de band gevraagd hun wilde show enigszins te verzwakken, want de organisator vreesde voor rellen onder de jongeren.
In mei 1956 verschenen de Jodimars in zowel de televisieshow van Alan Freed als die van Kate Smith. Omdat de band nog steeds geen hit had gehad, accepteerden ze een verbintenis in het Hacienda Lounge casino in Las Vegas. Hier verscheen de band af en toe in witte gorilla-kostuums. De Jodimars gaven hun laatste nachtelijke optredens in Harold's Club in Reno tussen 1957 en 1958, nadat hun platencontract met Capitol niet was verlengd. Al begin 1958 werd Daffner ingeruild voor een lokale muzikant. De laatste single werd in 1958 uitgebracht bij President Records. In 1959 werd de band ontbonden om zich in 1987 te herenigen als Bill Haley's Original Comets en ging weer op tournee. The Beatles namen het Jodimars-nummer Clarabella op in 1963 tijdens een opname voor de BBC, die in 1994 werd uitgebracht op het album Live at the BBC.

## Discografie
- 1955: Well Now, Dig This / Let's All Rock Together
- 1956: Dancin' the Bop / Boom, Boom My Bayou Baby
- 1956: Rattle Shakin' Daddy / Eat You Heart Out Annie
- 1956: Lot'sa Love / Rattle My Bones
- 1956: Clarabella / Midnight
- 1956: Cloud 99 / Later
- 1956: Rattle Shakin' Daddy / Eat You Heart Out Annie
- 1958: Shoo-Sue / Story Telling Baby